# Золотомино (Кормянский район)
Золотомино (бел. Залатаміно, раней - Слабодка) — деревня в Литвиновичском сельсовете Кормянского района Гомельской области Белоруссии.
В связи с радиационным загрязнением после катастрофы на Чернобыльской АЭС жители (170 семей) переселены в начале 1990-х годов в чистые места.
На юге граничит с лесом.

## География
Расположено в 19 км на северо-восток от Кормы, в 79 км от железнодорожной станции Рогачёв (на линии Могилёв — Жлобин), в 130 км от Гомеля. На реке Овсовина (приток реки Сож); на востоке небольшое водохранилище. Транспортные связи по просёлочной, затем автомобильной дороге Корма — Литвиновичи. Планировка состоит из длинной, чуть дугообразной, почти меридиональной ориентации улицы. Застроена редко, преимущественно односторонне деревянными домами усадебного типа.

## История
О деятельности человека в этой местности свидетельствует городище (в 0,5 км на северо-запад от деревни, на правом берегу безымянного ручья). Согласно письменным источникам известна с XVI века как селение в Речицком повете Минского воеводства Великого княжества Литовского, великокняжеская собственность. В 1525 году село Золоторевичи упоминается в документах короля Сигизмунда I Старого, когда было отдано во владение дворянину Г. Тишковичу. После 1-го раздела Речи Посполитой (1772 год) в составе Российской империи; в Могилёвской губернии. В 1913 году действовала школа.
В 1929 году организован колхоз. Во время Великой Отечественной войны немецкие каратели в 1943 году частично сожгли деревню. С 15 августа 1974 года центр Хлевненского, с 2 сентября 1975 года до 1986 года Золотоминского сельсовета Кормянского района Гомельской области. В 1962 году к деревне присоединены деревня Слобода, посёлки Бакуново, Дубровка и Воевка (к нему в 1949 году был присоединён посёлок Новый Путь), до 1974 года посёлок Ленино. Была центром совхоза «Руднянский». Размещались мельница, лесопилка, комбинат бытового обслуживания, автотранспортная мастерская, начальная школа, клуб, библиотека, детские ясли, больница, отделение связи, магазин.
В состав Золотоминского сельсовета входили, в настоящее время не существующие: до 1962 года посёлки Бакуново, Воевка (с ним в 1949 году был объединён посёлок Новый Путь), деревня Слобода, до 1979 года деревня Михеевка, до 1987 года посёлок Дуброва.

## Население
- 1959 год — 236 жителей (согласно переписи).
- 1990-е — жители (170 семей) отселены.

## Известные люди
В деревне родился белорусский учёный-экономист Л. Н. Давыденко.